# Bill Butler (montatore)
Bill Butler all'anagrafe William R. Butler (Londra, 16 ottobre 1933 – Sherman Oaks, 4 giugno 2017) è stato un montatore britannico.

## Biografia
Dopo aver partecipato alle riprese di Buonasera, signora Campbell (1968), Butler venne nominato agli  Oscar per il miglior montaggio per il film Arancia meccanica del 1971. Secondo un sondaggio della Motion Picture Editors Guild del 2012, Arancia meccanica sarebbe il quarantesimo film migliore in termini di montaggio di tutti i tempi. In seguito curò altre pellicole come Un tocco di classe (1973) e La volpe e la duchessa (1976), entrambe dirette da Melvin Frank. Butler morì a Sherman Oaks, a Los Angeles, nel 2017.

## Filmografia parziale
- 1968 – Buonasera, signora Campbell
- 1970 – Controfigura per un delitto
- 1971 – Arancia meccanica
- 1973 – Un tocco di classe
- 1976 – La volpe e la duchessa
- 1988 – Seven Hours to Judgment
- 1991 – Shogun Mayeda